# Pierre Bazy
Pierre Bazy (Sainte-Croix-Volvestre, 28 marzo 1853 – Parigi, 22 gennaio 1934) è stato un chirurgo francese.

## Biografia
Studiò medicina a Tolosa, poi servì come medico all'Hôpital Lourcine di Parigi. Successivamente lavorò presso la Bicêtre, l'Hôpital Tenon e l'Hôpital Saint-Louis. All'Hôpital Beaujon fu nominato direttore di urologia. Bazy era un membro dell'Académie de Médecine e dell'Académie des Sciences (1921).
Specialista in medicina genitourinaria, coniò il termine uretéro-cysto-néostomie (oggi noto come ureteroneocistostomia) che prevede l'impianto dell'estremità superiore di un uretere transettato nella vescica. Bazy era un sostenitore della sieroterapia preventiva per il trattamento del tetano.

## Opere principali
- Atlas des maladies des voies urinaires, con Félix Guyon (1831–1920).
- De l'uretéro-cysto-néostomie (1894)
- Maladies des voies urinaires (1896–1901); multi-volume.
- Contribution à la chirurgie de l'uretère. De l'uretéro-pyélo-néostomie (1897)
- La Serotherapie dans le tetanos (1914)
- Urologie pratique, (seconda edizione- 1930).